# Der Freitag
Der Freitag ("Il Venerdì", fino al 1990 Sonntag) è un settimanale tedesco di attualità culturale e politica. 
È stato fondato con il nome Sonntag ("Domenica") a Berlino Est nel 1946 come settimanale di approfondimento culturale dell'associazione Kulturbund. Nei momenti di maggiore allentamento censorio della DDR si è contraddistinto per la sua apertura al dibattito su tematiche ideologicamente controverse. Nel 1957 il suo redattore capo Gustav Just fu processato e condannato per attività anti-costituzionali per alcuni articoli pubblicati dal settimanale.
In seguito alla caduta del muro di Berlino e alla riunificazione tedesca, il settimanale è stato rinominato Freitag, con un gioco di parole riguardante la prima sillaba frei che in tedesco vuol dire libero. È inoltre riservato più spazio al dibattito politico e sociale.